# Вепсія
Вепсія, Вепсарія (вепс. Vepsänma, Vepsii) — історико-географічний район на півночі Росії, де мешкає фіно-угорський народ вепсів.
Розташований у кількох регіонах: Південна Карелія, Ленінградська та Вологодська області. Єдиного вепського адміністративного утворення немає, хоча з 1994 по 2005 рік існувала Вепська національна волость у південно-східній частині Республіки Карелія, а також існує кілька національних сільських поселень.
Територія озерна, характеризується бідністю ґрунтів та лісів, відсутністю транспортних шляхів, нечисленністю населення. Великі озера — Онезьке, Ладозьке та Біле, річки — Оять і Свір. В 1928 частина вепсів була переселена в Сибір (Кемеровська, Іркутська області) у зв'язку з колективізацією.